# Аристоксен
Аристоксен из Тарента (стгрч. Αριστοξενος ο Ταραντινος Αριστοξενος ο Ταραντινος, око 370/360. п. н. е., Тарент – после 300. п. н. е., Атина) – старогрчки филозоф.

## Биографија
Рођен око 360. године п. н. е.по свој прилици у Таренту. Студирао је код свог оца Спинтара, а затим код Лампра из Еритрае. Његов отац и учитељ, музичар Спинтар, био је близак питагорејцу Архиту из Тарента; Аристоксенови учитељи су били и питагорејци Ксенофил, Ехекрат и други ученици Филолаја и Еурита. После боравка на Пелопонезу (у Мантинеју и Коринту), већ етаблиран филозоф, Аристоксен се придружио Аристотеловском лицеју (основаном 335. п. н. е.). После Аристотелове смрти, Аристоксен је вероватно остао у Лицеју, где је овде предавао музику.

## Есеји
Писао је о музици и филозофији, историји, педагогији – помиње се као аутор у укупно 450 књига (скоро све су изгубљене). Међу њима су „Елементи хармонике” (сачувани у фрагментима), „О елементима”, „О Мелопеји” (најмање 4 књиге), „О режимима”, „О перцепцији музике”, „О музици” (најмање 4 књиге. ), „Елементи ритма” (сачувани у фрагментима), „О првом времену”, „О инструментима”, „О аулосу и (другим музичким) инструментима”, „О прављењу аула”, „О аулетима”, „О колом играма”, „О трагичарима”, „О игри у трагедији”, „Пракидаманту”, „О Питагори и његовим ученицима”, „О питагорејском животу”, „Питагорине изреке”, „Питагорин живот”, „Живот св. Архита“, „Живот Сократов“, „Живот Телесте“, „Грађански закони“ (најмање 8 књига), „Закони просвете“ (најмање 10 књига), „О аритметици“, „Табеларни разговори“, „Историјски Белешке”, „Разни мемоари”, „Раштркане белешке”, „Поређења”.

## Хармонични елементи
Аристоксенова књига „Елементи хармонике“ (компилација различитих Аристоксенових дела са празнинама, без краја) је прва научна студија о музици која је дошла до нас. Овде се разматрају врсте мелодија (дијатонска, хроматска, енхармонска), интервали (комбиновани у говору и дискретни у певању), звукови, системи (интервалне структуре у оквиру четврте, квинте, октаве, до двооктавног пуног система), модуси, метаболи (промене у роду, систему, модусу), мелопеа (музичка композиција). Аристоксен је (за разлику од Питагорејаца) намерно напустио математичко тумачење интервала, сматрајући их очигледним за музичара и не захтевајући никакво додатно оправдање. Аристоксенова „музичка“ аритметика је касније била подвргнута оштрој критици следбеника Питагорејаца. За научника-музичара (μουσικος), према Аристоксену, директно опажање је први и најважнији предуслов за даље (рационално) проучавање музике:
Сваку музичку мелодију која настаје у гласу или инструментима сматрамо као целину. Али истраживање се своди на два принципа: слух и разум. Слухом разликујемо интервалне вредности, а разумом одређујемо њихове функције (δυναμεις). Морате се обучити да пажљиво раздвојите то двоје. Јер овде ситуација није иста као у геометрији, где је уобичајено рећи: „Претпоставимо да је ово права линија“. Што се тиче интервала, такве изјаве се морају напустити. Геометар, уосталом, не користи способност осећања и зато не увежбава свој вид да разликује шта је добро, а шта лоше у правој линији, кругу итд.; него то ради столар, стругар или други занатлија. За музичара је оштрина слушног чула (η της αισθησεως ακριβεια) готово најважнија ствар.

## Ритмички елементи
Трактат је сачуван у оригиналним фрагментима, као и у одломцима из Порфиријевог коментара на Птоломејеву хармонику, Просламбаномена Михаила Псела и неколико каснијих анонимних текстова (укључујући Оксиринхов папирус 9 и 2687).
У средишту учења о ритму (ритмици) је идеја о најмањој недељивој јединици прозодијског времена, коју Аристоксен назива πρωτος χρονος (дословно „прво време“, односно најмања јединица мере, „квант“ времена). Кретање нагоре у (простим и сложеним) стопалима описује се речју „арсис“ (αρσις), а кретање надоле ређом „основом“ (βασις). Нумерички односи унутар основних метричких стопа ограничени су на 4 прозодијска „кванта” (на пример, 2:1 трохеј, 1:2 јамб, 2:2 спонде, итд.); повремено стопала могу садржати ирационалну везу између арсиса и басиса, коју је Аристоксен описао речју αλογια. Пошто ритмови могу да садрже било који број (плесних?) „корака” и да се могу реализовати у било ком темпу (αγωγη), ритмичка композиција теоретски може да садржи било који број временских кванта; међутим, без обзира на број стопала и темпо, функција (δυναμις) кванта времена (πρωτος χρονος) унутар стопала (или скупа стопала) остаје непромењена и ухо је препознаје као такву.
Нису сачувани делови Аристоксеновог трактата о „ритмичком метаболизму“ и „ритмопеу“ (потпуна ритмичка композиција).

## Утицај
Аристоксен је имао огроман утицај на развој касније античке науке о музици. Директни Аристоксенци су били Аристид Квинтилијан, Клеонид, Гауденције и Бахус. Чак ни Питагорејци нису избегли његов утицај, укључујући Никомаха и Боетија (Аристоксен — једини антички ауторитет кога Боетије с поштовањем означава речју мусикус). Птоломеј (који није био чисти Аристоксенац или Питагорејац) је природно интегрисао делове Аристоксеновог учења у своју хармонику.
У средњем веку, Аристокен се помиње ретко (углавном код Боетија), можда зато што многи научници тог времена нису познавали грчки језик. На средњовековном арапском истоку, рецепцију Аристоксена представљао је ал-Фараби. У западној Европи активно интересовање за Аристоксена оживљава у Италији од краја 15. века (Ђорђо Вала, Франкино Гафури, Винћенцо, Галилеј итд.). Први латински перевод (Антонио Гогави) објављен је 1562. године, што је дало подстицај увођењу Аристоксенове хармонике у широк научни оптицај.
У част Аристоксена, назван је кратер на Меркуру.